# Chamobates illinoisensis
Chamobates illinoisensis är en kvalsterart som först beskrevs av Ewing 1909.  Chamobates illinoisensis ingår i släktet Chamobates och familjen Chamobatidae. Inga underarter finns listade i Catalogue of Life.